# Kamienica Pod Gryfami we Wrocławiu
Kamienica Pod Gryfami (niem. Haus Unter den Greifen) – kamienica przy wrocławskim Rynku, wybudowana około roku 1300.

## Opis
Na krawędziach frontonu (szczytu) umieszczone są cztery pary zwierząt heraldycznych jako spływy wolutowe odnoszące się do herbów fundatorów przebudowy, od góry:
- pelikany
- orły, które trzymają w łapach tarcze herbowe przedstawiające: lemiesz, który trzyma gryf w  klejnocie herbu von Keltscha  (na zewnątrz) oraz gwiazdę i półksiężyc z herbu Apolonii von Tarnau (do wewnątrz)
- gryfy pochodzą z herbu rodu von Költsch
- lwy pochodzące z herbu Wrocławia (który wywodzi się z herbu Królestwa Czech) lub z herbu Brugii, z której prawdopodobnie pochodził fundator przebudowy[3].

Nad portalem  kartusze z herbami Konrada von Keltscha i jego żony, Apolonii von Tarnau.

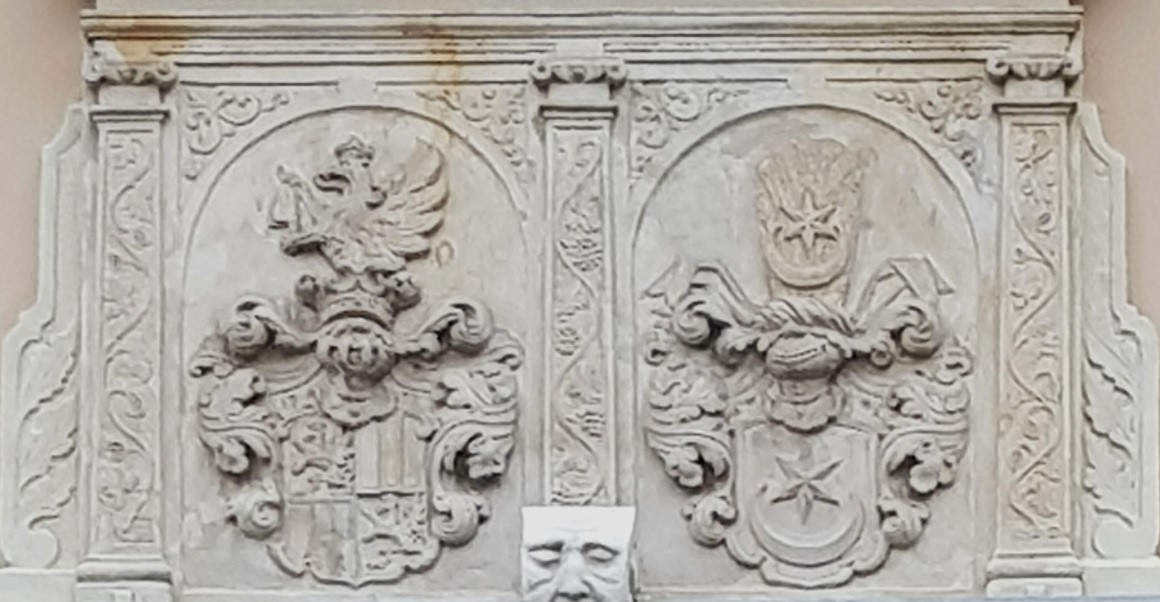
Herby K. Keltscha i jego żony A. Tarnau
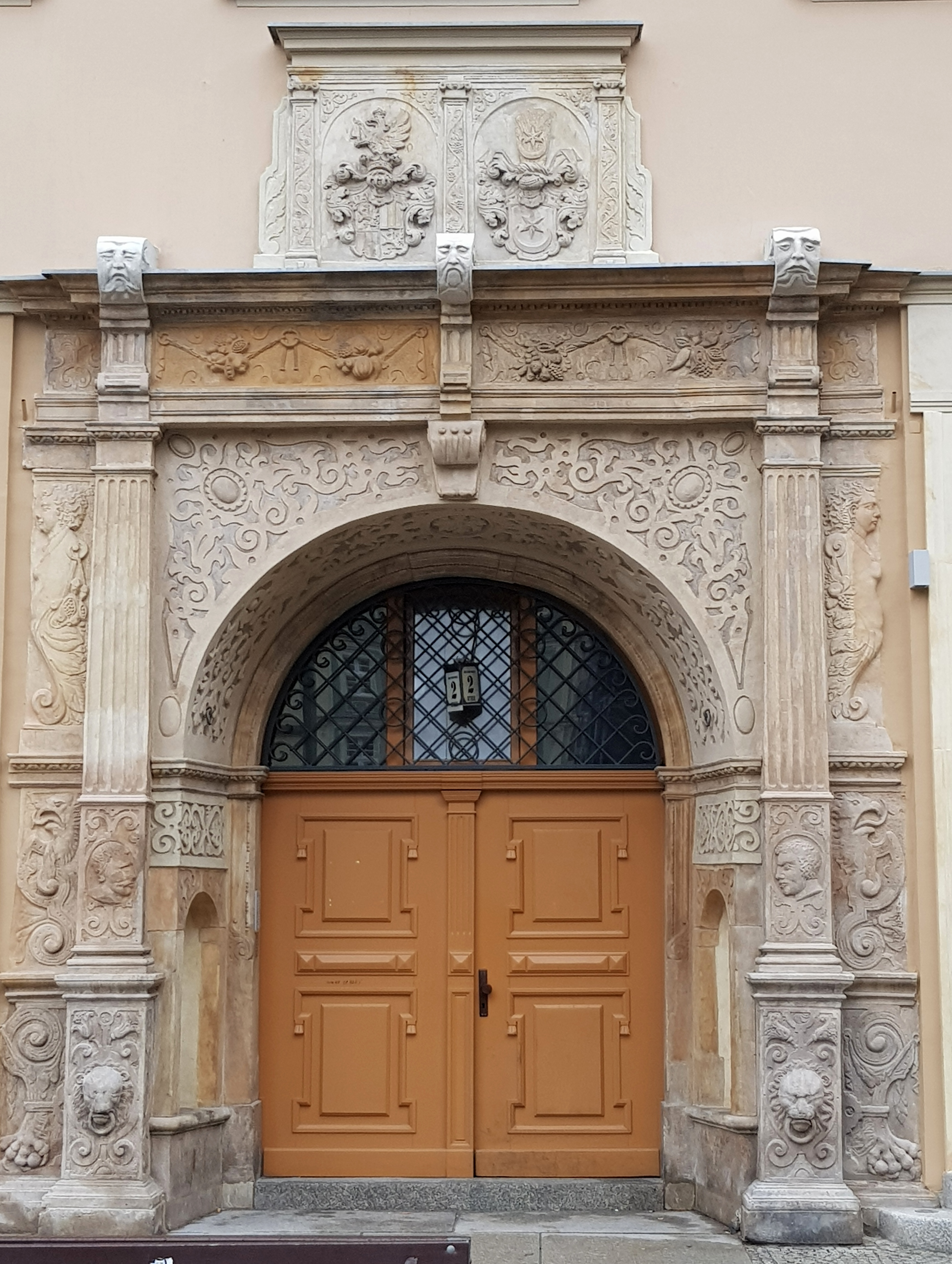
Portal z herbami
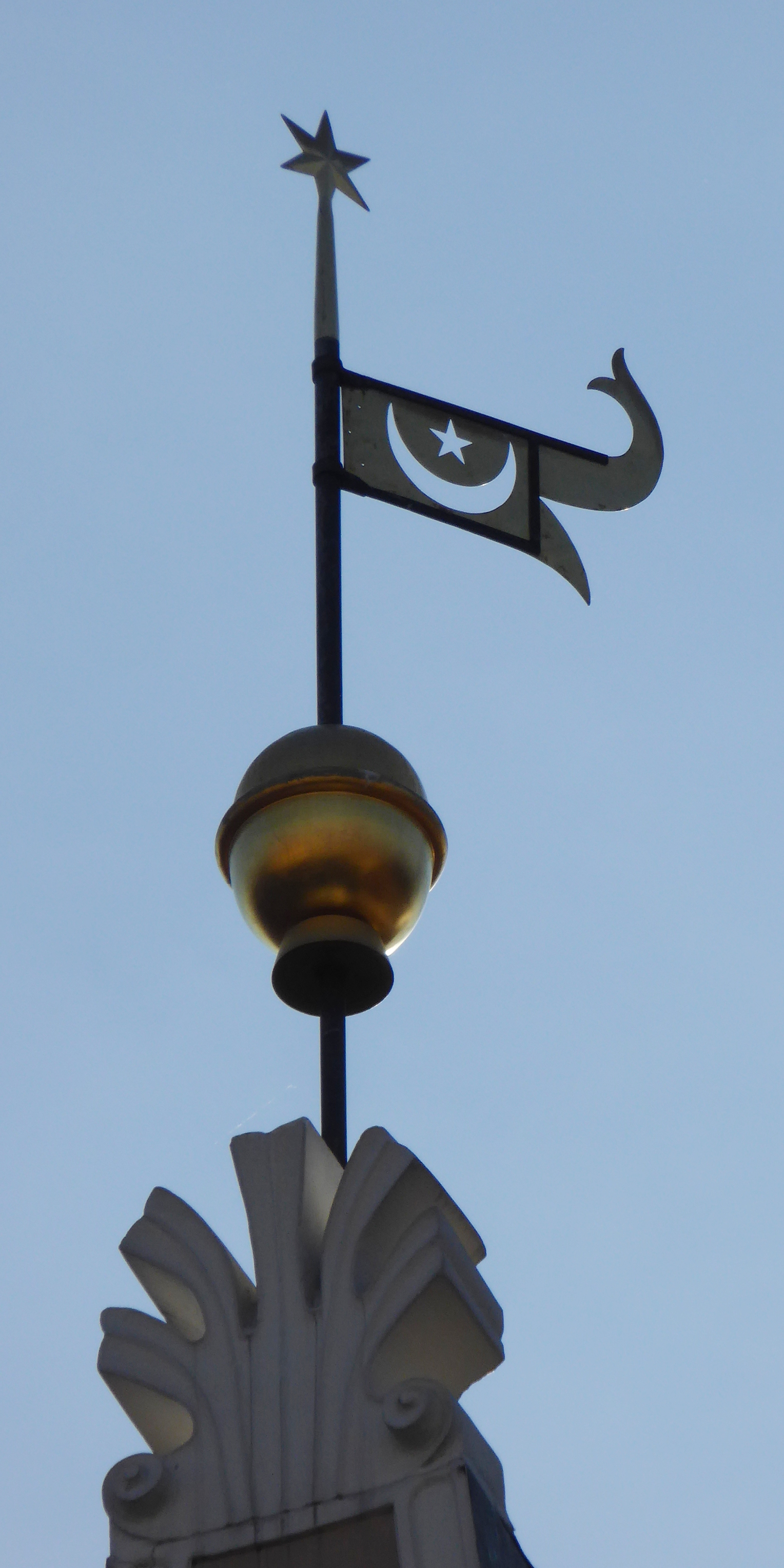
Wiatrowskaz i atrybuty

## Historia
- 1587–1589 najwcześniejsza wzmianka o kamienicy, kiedy to została poddana przebudowie w stylu manieryzmu pod kierunkiem architekta Friedricha Grossa. Wtedy też powstał obecny portal dłuta Gerharda Hendrika.
- XVII w. kolejna przebudowa, podczas której wydzielono sień ze sklepieniem o koszowym przekroju, a w dziedzińcu powstała arkada z toskańską kolumną wspierającą galerię pierwszego piętra. Zaadaptowano poddasze domu na pomieszczenia mieszkalne. Zmodernizowano również fasadę, ozdobiono ją malowidłami olejnymi. Pojawiły się lustra podokienne.
- 1756 r. w wyniku renowacji odnowiono sztukatorską dekorację fasady i na nowo ją pomalowano.
- 1762–1764 galeria na pierwszym i drugim piętrze otrzymała kutą żelazną balustradę.
- 1825 r. w wyniku przebudowy oszklona została galeria pierwszego piętra, a kuta, ażurowa balustrada została omurowana. Fasada została częściowo zmieniona o detal empirowy.
- 1935 r. w wyniku konserwacji został przywrócony manierystyczny wygląd fasady.
- 1960 r. podczas remontu rozebrano oficyny oraz galerię drugiego piętra. Galerie z pierwszego piętra przekształcono w otwarty taras i przywrócono ażurową, barokową balustradę.

Od ok. 1681 r. budynek należał do spadkobierców Conrada Költscha, od 1761 właścicielem był Ernst Gottfried Stöckel, który w kamienicy prowadził instytucję dobroczynną o nazwie Költzische Fundation założoną w 1681 roku. W XIX wieku właścicielem kamienicy była Issak Guffmann.
Do dziś zachowała się jedynie balustrada z pierwszego piętra z umieszczonym nazwiskiem właściciela (Stöckel), a w polach bocznych liczbami 17 i 64 odnoszącymi się do daty powstania balustrady. W pierwszej dekadzie XX wieku w budynku znajdowała się drukarnia książek Ferdinanda Goldsteina.